# (11131) 1996 VO30
1996 في أو 30 (ويعرف أيضًا باسم (11131) 1996 في أو 30 وفق تسمية الكوكب الصغير) (بالإنجليزية: 1996 VO30)‏ هو كويكب ضمن حزام الكويكبات؛ وترتيبه 11131 من حيث الاكتشاف.
اكتُشف هذا الجُرم الفلكي بواسطة هيروشي كانيدا في 7 نوفمبر 1996.

## وصلات خارجية
- (11131) 1996 VO30 في قاعدة بيانات مختبر الدفع النفاث لأجرام النظام الشمسي الصغيرة

- الاكتشاف · مخطط المدار ·  العناصر المدارية · المعلمات المادية

- (11131) 1996 VO30 على موقع ويكي سكاي: DSS2, SDSS, GALEX, IRAS, Hydrogen α, X-Ray, Astrophoto, Sky Map, Articles and images